# Saffaracus
 Saffaracus  fut un archevêque de Paris du milieu du VIe siècle ; déposé il fut remplacé par Eusèbe.

## Biographie

### Origines
De ses origines on ne sait pratiquement rien, excepté qu’il est probablement d’origine franque ainsi que le souligne l’abbé Jean-Baptiste Dubos. Pourtant, son nom n'est vraisemblablement pas d'origine germanique et se rapproche du nom Safrax (ou Saphrax), qui serait d'origine iranienne selon Otto John Maenchen-Helfen.

### L'archevêque
Saffaracus est présent au concile d’Orléans de 549.
Mais Saffaracus est surtout connu pour avoir été, lors d'un concile, révoqué de son ministère. Cet événement est signalé par Grégoire de Tours qui y fait référence sans en donner la moindre explication. Charles Louandre précise, que convaincu de crime capital, il est exilé dans un monastère où il finit ses jours. Ce crime capital relève probablement de la simonie ou d’adultères répétés ainsi que l'indiquent d’autres auteurs.
Quant au concile ou synode en question, il s’agit du concile de Paris, que certains fixent en 551, d'autres en 552, mais plus probablement de 553 ; ce concile organisé pour le juger est convoqué par le roi Childebert et présidé par l’archevêque d’Arles, Sapaudus. Quoi qu’il en soit, Saffaracus déposé fut enfermé dans un monastère et remplacé par Eusèbe.

### Sources
- Grégoire de Tours, Histoire des Francs, Livre IV
- Jean-Baptiste Dubos, Histoire critique de l'établissement de la monarchie française dans les Gaules, 1734
- Jacques-Antoine Dulaure,  Histoire physique, civile et morale de Paris : depuis les premiers temps ..., 1829
- Louis de Mas Latrie, Chronologie historique des papes, des conciles généraux et des conciles des Gaules et de France, 1836
- Charles Louandre, L’Église et les évêques de Paris, 1851